# Accipiter
Accipiter és el nom d'un gènere de rapinyaires de la família dels accipítrids (Accipitridae) i l'ordre dels accipitriformes. Dues espècies habiten als Països Catalans, l'astor i l'esparver vulgar. Ambdues espècies són semblants en proporcions però la primera és notablement major. Els dos noms vulgars (astor i esparver) es fan extensius a la resta de les espècies del gènere, en funció de la grandària de cadascuna.
Són aus estilitzades, amb ales curtes, amples i arrodonides i cua llarga que els permet maniobrar àgilment en vol. Tenen cames llargues i urpes esmolades per matar les seves preses, i un bec fort i ganxut. Les femelles tendeixen a ser més grans que els mascles. Sovint fan emboscades a les seves preses, principalment aus i mamífers petits, capturant-los després d'una curta persecució. Es troben normalment en àrees boscoses o arbustives.

## Llista d'espècies
Segons el Congrés Ornitològic Internacional (versió 14.2, 2024), el gènere conté nou espècies:
- Accipiter poliogaster - astor pitblanc.
- Accipiter madagascariensis - esparver de Madagascar.
- Accipiter ovampensis - esparver d'Ovambo.
- Accipiter nisus - esparver comú.
- Accipiter rufiventris - esparver canyella.
- Accipiter striatus - esparver americà.
- Accipiter chionogaster - esparver ventreblanc.
- Accipiter ventralis - esparver andí.
- Accipiter erythronemius - esparver del Chaco.

Anteriorment es considerava que Accipiter contenia una cinquantena d'espècies. Però diversos estudis provocaren la reclassificació de moltes d'elles en d'altres gèneres. El primer fou el 2021:
Microspizias (2 espècies):
- Microspizias superciliosus - esparver menut sud-americà

- Microspizias collaris - esparver menut de clatell blanc

Posteriorment, estudis filogenètics moleculars van trobar que el gènere Accipiter era polifilètic i es va proposar reordenar les seves espècies en 5 gèneres monofilètics. El 2024, el COI  aprovà la segmentació d'Accipiter. Per a tal fí, diversos gèneres foren recuperats i 41 espècies més foren escindides:
Lophospiza (2 espècies): 
- Lophospiza trivirgata - astor crestat
- Lophospiza griseiceps - astor de Sulawesi

Aerospiza (3 espècies):
- Aerospiza toussenelii - astor de Toussenel
- Aerospiza tachiro - astor taixiró
- Aerospiza castanilius - esparver de flancs vermells

Tachyspiza  (27 espècies):
- achyspiza badia - esparver xikra.
- Tachyspiza butleri - esparver de les Nicobar.
- Tachyspiza brevipes - esparver grec.
- Tachyspiza soloensis - esparver granoter.
- Tachyspiza francesiae - esparver de Frances.
- Tachyspiza trinotata - esparver cuatacat.
- Tachyspiza novaehollandiae - astor gris.
- Tachyspiza hiogaster - astor variable
- Tachyspiza fasciata - astor australià.
- Tachyspiza melanochlamys - astor negre-i-vermell.
- Tachyspiza albogularis - astor emmantellat.
- Tachyspiza haplochroa - astor de Nova Caledònia.
- Tachyspiza rufitorques - astor de les Fiji.
- Tachyspiza henicogramma - astor de les Moluques.
- Tachyspiza luteoschistacea - esparver de Nova Bretanya.
- Tachyspiza imitator - astor imitador.
- Tachyspiza poliocephala - astor capgrís.
- Tachyspiza princeps - astor de Nova Bretanya.
- Tachyspiza erythropus - esparver menut cama-roig.
- Tachyspiza minulla - esparver menut africà.
- Tachyspiza gularis - esparver menut del Japó.
- Tachyspiza virgata - esparver menut de flancs rogencs.
- Tachyspiza nanus - esparver menut de Sulawesi.
- Tachyspiza erythrauchen - esparver de les Moluques.
- Tachyspiza cirrocephala - esparver australià.
- Tachyspiza brachyura - esparver menut de Nova Bretanya.
- Tachyspiza rhodogaster - esparver pit-rovellat.

Astur (9 espècies):
- Astur cooperii - astor de Cooper
- Astur gundlachi - astor de Cuba
- Astur bicolor - astor bicolor
- Astur chilensis - astor de Xile
- Astur melanoleucus - Astor blanc-i-negre
- Astur henstii - astor de Madagascar
- Astur gentilis - astor comú
- Astur atricapillus - astor americà
- Astur meyerianus - astor de Meyer